# Mărturisirile unui comisar de poliție făcute procurorului republicii
Mărturisirile unui comisar de poliție făcute procurorului republicii (în italiană Confessione di un commissario di polizia al procuratore della repubblica) este un film polițist italian din 1971, regizat de Damiano Damiani.
Filmul a câștigat Premiul de Aur la ediția a VII-a a Festivalului Internațional de Film de la Moscova din 1971 și Prix lnternational de l'Academie du Cinema la Premiile Étoile de Cristal din 1972.

## Distribuție
- Franco Nero — procurorul adjunct Traini
- Martin Balsam — comisarul Bonavia
- Marilù Tolo⁠(d) — Serena Li Puma
- Claudio Gora⁠(d) — procurorul Malta
- Luciano Catenacci⁠(d) — Ferdinando Lomunno
- Giancarlo Prete⁠(d) — Giampaolo Rizzo
- Arturo Dominici⁠(d) — avocatul Canistraro
- Michele Gammino⁠(d) — Gammino
- Adolfo Lastretti — Michele Li Puma
- Nello Pazzafini⁠(d) — deținut

## Lansări
Wild East l-a lansat într-o ediție limitată R0 NTSC DVD, alături de The Summertime Killer, în 2010.